# Верчикани (Сучава)
Верчикани (рум. Vercicani) насеље је у Румунији у округу Сучава у општини Литени. Oпштина се налази на надморској висини од 234 m.

## Становништво
Према подацима из 2002. године у насељу је живело 139 становника, од којих су сви румунске националности.